# Service set (redes 802.11)
Em redes de computadores, um service set (em português conjunto de serviço) é um conjunto que consiste de todos os dispositivos associados com uma rede de área local sem fio (wireless local area network ou WLAN) IEEE 802.11. O conjunto de serviço pode ser local, independente, estendido ou em malha.

## Service set identification (SSID)
Cada BSS ou ESS é identificado por um service set identifier (SSID) - uma string de até 32 caracteres. Ele normalmente é uma string inteligível e assim normalmente chamada de "nome da rede". Em um IBSS, o SSID é escolhido pelo dispositivo do cliente que inicia a rede, e a transmissão do SSID é realizada em uma ordem pseudo-aleatória por todos os dispositivos que são membros da rede.
O service set identification (em português identificação do conjunto de serviço) é um conjunto único de caracteres que identifica uma rede sem fio. O SSID funciona como um identificador semelhante ao documento de identificação pessoal. Diferencia uma rede sem fio de outra e um cliente normalmente só pode conectar-se a uma rede sem fio se puder fornecer o SSID correto. Diferentes SSIDs permitem a presença de diferentes redes sem fio no mesmo espaço físico.
Existem programas que detectam o SSID das redes sem fio automaticamente e se estas estiverem desprotegidas, podem sofrer invasões ou permitir que alguém possa usar a conexão de forma indevida. Porém existe a opção de ocultar o SSID. Quando o SSID for oculto, a rede sem fio não  aparecerá na lista de redes detectadas, apesar de estar ativa e pronta para receber a conexão. Neste caso, é necessário conhecer o SSID para poder acessar esta rede. Isto aumenta um pouco a segurança da rede visto que o invasor teria que conhecer previamente o nome da rede que quer invadir
Ao se criar uma rede, um nome SSID é sugerido pelo aparelho acess point ou roteador, mas você pode editar e colocar o nome ou conjunto de caracteres que quiser. É possível usar até 32 caracteres no nome. O SSID é case-sensitive, o que significa que ele diferencia letras maiúsculas de minúsculas. Ou seja s (minúsculo) é diferente de S (maiúsculo).
Todos os dispositivos em uma WLAN devem empregar o mesmo SSID para que seja possível a comunicação entre eles.

### Segurança de ocultação do SSID
Como uma suposta melhoria de segurança, alguns pontos de acesso permitem que um usuário iniba a transmissão (broadcasting) de seus SSIDs, uma tática conhecida como network cloaking (encobrimento de rede). Uma estação pode então apenas se unir a um BSS após o SSID associado tiver sido especificado explicitamente. Esta tática age como um impedimento ao alcance que impede uma casual espionagem wireless. O network cloaking não para um ataque determinado na rede e, portanto, não pode substituir outras práticas de segurança. Se esta prática é uma dependência da proteção da rede ela deve ser vista como uma forma de segurança por obscuridade.
Além disso, os dispositivos que estão configurados para se conectar a uma rede que não transmite seu SSID pode tentar se conectar à rede por difusão para a rede, um comportamento que revela o SSID para bisbilhoteiros sem fio nas proximidades do dispositivo.